# Don 2 – The king is back
Don 2 – The King is back – indyjski film akcji w reżyserii Farhana Akhtara. Jest sequelem filmu z 2006 roku Don: The Chase Begins Again. 

## Fabuła
Mija 5 lat. Don (Shah Rukh Khan) jest największym handlarzem narkotyków w Azji. W marzeniach ma opanowanie Europy. Wie jednak, że tamtejsza mafia pragnie się go pozbyć. Pewnego dnia staje przed Malikiem (Om Puri) i Romą (Priyanka Chopra). Trafia do więzienia w Malezji. Zostaje skazany na karę śmierci. Tam spotyka Vardhaana (Boman Irani). W głowie Dona siedzi niecny plan na opanowanie nie tylko świata narkotyków, ale także świata biznesu. W tym wszystkim pomaga im dziewczyna Dona – Ayesha (Lara Dutta).

## Obsada
- Shah Rukh Khan jako Don
- Boman Irani jako Vardhaan
- Lara Dutta jako Ayesha
- Priyanka Chopra jako Roma
- Kunal Kapoor jako Sameer Ali
- Om Puri jako Malik

## Produkcja
Zdjęcia kręcono w Indiach, Malezji i Niemczech.